# Daniel Yanofsky
Daniel Abraham (Abe) Yanofsky (nacido el 25 de marzo de 1925 en Brody, Polonia, actualmente en Ucrania, fallecido el 5 de marzo de 2000 en Winnipeg, Canadá) fue el primer Maestro canadiense de Ajedrez, ocho veces Campeón Nacional de Ajedrez de Canadá, escritor de Ajedrez, árbitro de Ajedrez, y abogado. Asimismo, fue Oficial de la Orden de Canadá, desde 1972, y Consejero de la Reina, desde 1980.

## Biografía
A excepción de un breve período en la década de 1940, Yanofsky no se concentró nunca a tiempo completo en el Ajedrez. Se licenció en Derecho en la Universidad de Manitoba , en 1951, y sirvió en la Marina Real Canadiense durante la Segunda Guerra Mundial (1944-1946). Obtuvo varias becas, lo que le permitió continuar sus estudios jurídicos en la Universidad de Oxford (1951-1953). Después de graduarse, ejerció la abogacía en Winnipeg, junto a su hermano Harry, que era también un maestro de ajedrez. Intervino en diversas ocasiones ante la Corte Suprema de Canadá.
Fue alcalde de West Kildonan, localidad de Winnipeg, y sirvió en el Consejo de Winnipeg desde 1970 a 1986, y presidió el Comité de Finanzas. Yanofsky participó en la campaña para la Asamblea Legislativa de Manitoba en la elección provincial celebrada en 1959, como candidato del Partido Liberal de Manitoba.  También fue un elemento importante en la concepción y desarrollo del Hospital General Seven Oaks.

## Trayectoria como ajedrecista
Yanofsky nació en el seno de una familia judía, que se mudó a Canadá cuando tenía ocho meses de edad, instalándose con su familia en Winnipeg. Aprendió a jugar al Ajedrez a la edad de ocho años. Yanofsky ganó su primer torneo en el campeonato provincial de Manitoba a los 12 años en 1937, haciendo también su debut en el Campeonato Canadiense de ese mismo año en Toronto.
En 1939, con sólo 14 años de edad, jugó representando a Canadá en la Olimpíada de Ajedrez celebrada en Buenos Aires. Yanofsky fue la sensación del torneo, logrando la puntuación más alta en el segundo tablero. Ganó su primer Campeonato canadiense en 1941 a los 16 años, en Winnipeg. Al año siguiente ganó en Ventnor City, con una puntuación de 6,5/9, y logró la victoria junto con Herman Steiner en el Abierto de EE. UU. en Dallas, con una puntuación de 16/17.
En 1946, con sólo 21 años, participó en el primer torneo celebrado tras la Segunda Guerra Mundial, s no se tiene en cuenta el enfrentamiento en 1945 entre Estados Unidos y la Unión Soviética. El torneo se celebró en Groningen, derrotando al campeón soviético y ganador del torneo Mikhail Botvinnik , ganando el premio a la brillantez por su juego.
En los dos años siguientes, participó en diversos torneos organizados en Europa, donde su mejor resultado fue el segundo lugar, por detrás de Miguel Najdorf en Barcelona, en 1946. Yanofsky representó a Canadá en los Interzonales celebrada en Saltsjöbaden en 1948 y en Estocolmo en 1962.
Ganó el Campeonato británico en 1953. En Dallas, en 1957, Yanofsky logró su primera nominación para Gran Maestro, con victorias sobre Samuel Reshevsky, Friðrik Ólafsson y Larry Evans. El triunfo final fue para Svetozar Gligorić. Su actuación en la Olimpiada de Tel Aviv en 1964 (+6 -2 =8) le valió su segunda nominación para Gran Maestro, y el título, convirtiéndose así en el primer Gran Maestro criado en la Commonwealth británica.
Yanofsky repite como Campeón de Canadá en 1943, 1945, 1947, 1953, 1959, 1963 y 1965, y sus ocho títulos representan un récord canadiense (empatado con Maurice Fox). En 1943 y 1959 logró una puntuación perfecta de 11/11. Representó a Canadá en once Olimpíadas: Buenos Aires 1939 (13,5/16), Ámsterdam 1954 (9/17), Múnich 1958 (5,5/11), Tel Aviv 1964 (10/16), La Habana 1966 (3,5/5), Lugano 1968 (6/14), Siegen 1970 (7/14), Skopje 1972 (6/13), Niza 1974 (7/14), Haifa 1976 (3,5/10), y Lucerna 1982 (6.11), un hito para los canadienses, sólo superado por el Maestro Internacional Lawrence Day. Su total de 141 partidas jugadas en las Olimpíadas es otro registro canadiense.
Otros títulos obtenidos son los de Arbon 1946 (título compartido con Karel Opocensky y Ludek Pachman), Reikiavik 1947, Hastings 1952/53 (victoria junto con Harry Golombek, Jonathan Penrose y Antonio Medina), y el Campeonato abierto de ajedrez de Canadá de 1979 (Edmonton). Asimismo, fue segundo en Hastings 1951-52, por detrás de Svetozar Gligorić, y también segundo en Netanya 1968, por detrás de Bobby Fischer.
Yanofsky fue el principal organizador del primer Torneo de Grandes Maestros de Canadá en Winnipeg en 1967, con motivo del Centenario de Confederación Canadiense, y jugó en el torneo, ganando el premio a la brillantez por su victoria sobre László Szabó. El torneo fue ganado conjuntamente por Bent Larsen y Klaus Darga.
Yanofsky fue nombrado por la FIDE Árbitro Internacional en 1977. Él jugó en el Campeonato Canadiense en 1986, a los 61 años, en Winnipeg, siendo 3º-4º con 9.5/15, empatado con Fletcher Baragar, y por detrás de los vencedores Igor Vasilyevich Ivanov y Kevin Spraggett, lo cual le facilitaba participar en un Interzonal, honor que cedió generosamente a otro jugador. 
En 1996 volvió a Groningen, asistiendo al Torneo del 50 Aniversario del celebrado en 1946. Desde la muerte Yanofsky en 2000, se celebra en Winnipeg un Torneo Memorial anual en su honor.